# Al-Samawa District
Al-Samawa District är ett distrikt i Irak.   Det ligger i provinsen Al-Muthanna, i den sydöstra delen av landet, 250 km söder om huvudstaden Bagdad.
Följande samhällen finns i Al-Samawa District:
- As Samawah